# Nematus viridis
Nematus viridis är en stekelart som beskrevs av Stephens 1835. Nematus viridis ingår i släktet Nematus, och familjen bladsteklar. Arten är reproducerande i Sverige.